# Madura United
Der Madura United Football Club ist ein Fußballverein aus Pamekasan auf der indonesischen Insel Madura. Aktuell spielt der Verein in der höchsten Liga des Landes, der Liga 1.

## Erfolge

### Liga
- 1988–89, 1990, 1993–94 – Galatama – Meister
- 1986–87, 1987–88 – Galatama – 2. Platz
- 2008–09 – Indonesia Super League U-21 – Meister
- 2009–10 – Indonesia Super League U-21 – 2. Platz
- 2012 – Indonesia Super League U-21 – 3. Platz

### Pokal
- 1992 – Piala Utama – Sieger
- 1990 – Piala Utama – 2. Platz
- 1987, 1988, 1989 – Piala Liga – 2. Platz

## Umbenennungen
| Jahr           | Vereinsname            | Standort  | Stadion                  | Bemerkungen                                   |
| -------------- | ---------------------- | --------- | ------------------------ | --------------------------------------------- |
| 1986 bis 1997  | Pelita Jaya FC         | Jakarta   | Lebak Bulus Stadium      |                                               |
| 1997           | Pelita Mastrans        |           |                          | Beinhaltet den Namen des Eigentümers Mastrans |
| 1998 bis 1999  | Pelita Bakrie          |           |                          | Beinhaltet den Namen des Eigentümers Bakrie   |
| 2000 bis 2002  | Pelita Solo            | Surakarta | Manahan Stadium          |                                               |
| 2002 bis 2006  | Pelita Krakatau Steel  | Cilegon   | Krakatau Steel Stadium   |                                               |
| 2006 bis 2007  | Pelita Jaya Purwakarta |           |                          |                                               |
| 2008 bis 2009  | Pelita Jabar           | Bandung   | Si Jalak Harupat Stadium |                                               |
| 2010 bis 2012  | Pelita Jaya Karawang   | Karawang  | Singaperbangsa Stadium   |                                               |
| 2012 bis 2015  | Pelita Bandung Raya    | Bandung   | Si Jalak Harupat Stadium |                                               |
| 2015           | Persipasi Bandung Raya | Bekasi    | Patriot Stadium          |                                               |
| 2016 bis heute | Madura United FC       | Pamekasan | Gelora Madura Stadium    |                                               |

## Stadion
Seine Heimspiele trägt der Verein im Gelora Madura Stadium in Tlanakan oder im Stadion Gelora Bangkalan in Bangkalan aus. Beide Stadien haben ein Fassungsvermögen von 15.000 Zuschauern. Eigentümer der ersten Sportstätte ist das Regency Government of Pamekasan. Betrieben wird das Stadion vom Madura United FC.

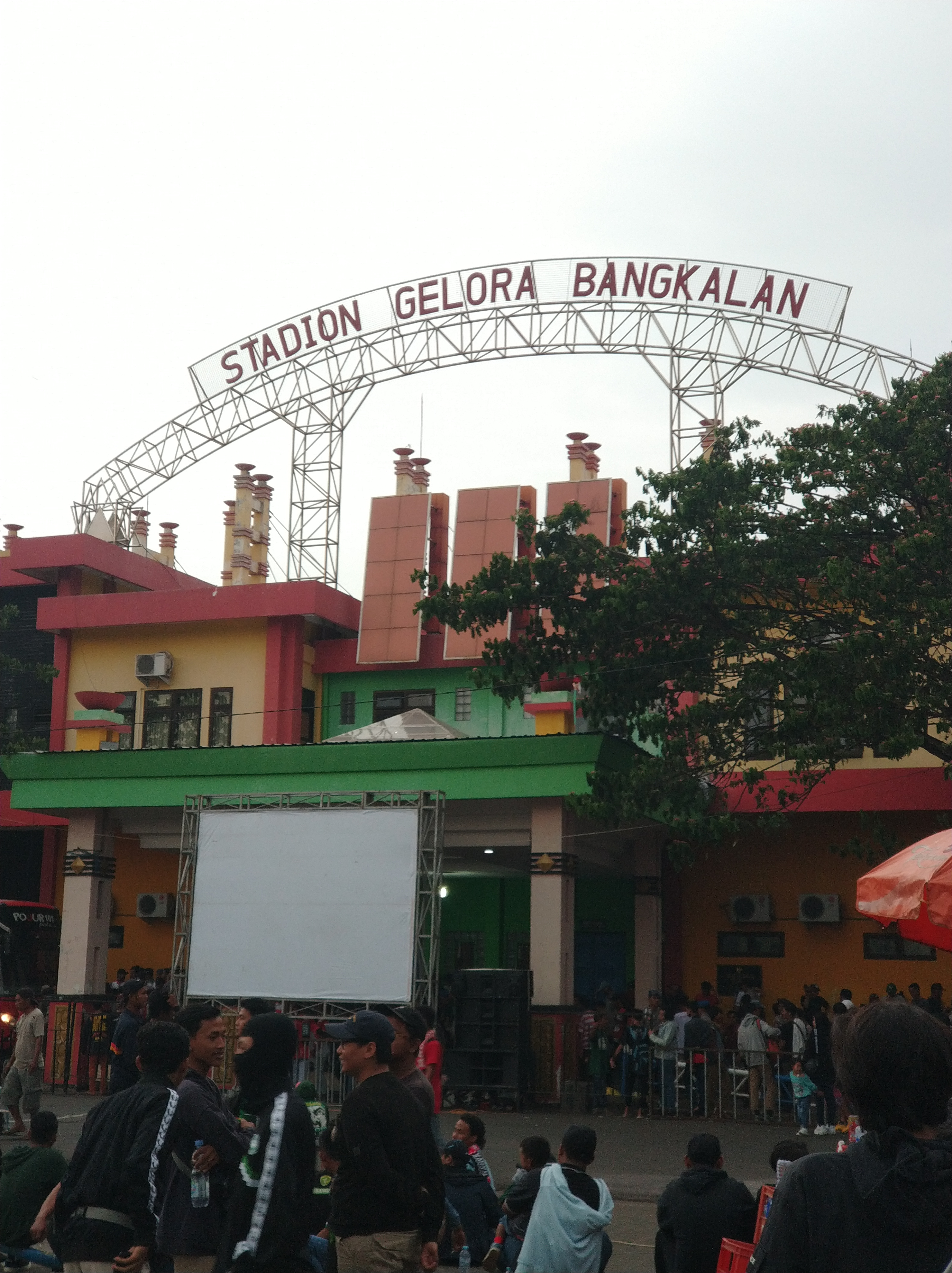
Haupteingang des Stadions Gelora Bangkalan

Koordinaten: 7° 11′ 40″ N, 113° 28′ 51″ O

## Trainer
| Name              | Zeit bei Madura United | Zeit bei Madura United |
| Name              | von                    | bis                    |
| ----------------- | ---------------------- | ---------------------- |
| Gomes De Oliviera | 1. Januar 2016         | 28. Februar 2018       |
| Milomir Seslija   | 1. März 2018           | 31. Mai 2018           |
| Djoko Susilo      | 1. Juni 2018           | 19. Juni 2018          |
| Gomes De Oliviera | 20. Juni 2018          | 31. Dezember 2018      |
| Dejan Antonić     | 13. Januar 2019        | 28. August 2019        |
| Rasiman           | 24. August 2019        | 31. Dezember 2019      |
| Rahmad Darmawan   | 1. Januar 2020         | 9. November 2021       |
| Fábio Lefundes    | 15. November 2021      |                        |

## Ausrüster
| Jahr           | Ausrüster  |
| -------------- | ---------- |
| 2010 bis 2011  | Lotto      |
| 2011 bis 2012  | Umbro      |
| 2012 bis 2014  | Mitre      |
| 2015 bis 2016  | BB Apparel |
| 2017           | Mizuno     |
| 2018 bis heute | BB Apparel |